# 洈水镇
洈水镇是中华人民共和国湖北省荆州市松滋市下辖的一个镇。

## 辖区
该镇辖有：
和平街社区、大桥街社区、大岩咀社区、西斋回族社区、石牌村、花园洲村、火连坪村、后坪村、团山口村、汪家咀村、金坪村、仙女洞村、九岭岗村、麻砂滩村、杨家河村、豹子岭村、野鹅堰村、青龙咀村、金花垱村、南闸村、蒋家冲村、长河村、鸡鸣寺村、龙王垱村、王马堰村、响水洞村、薛家洞村、樟木溪村和北闸村。

## 交通
- 焦柳铁路：西斋站